# Caça balões

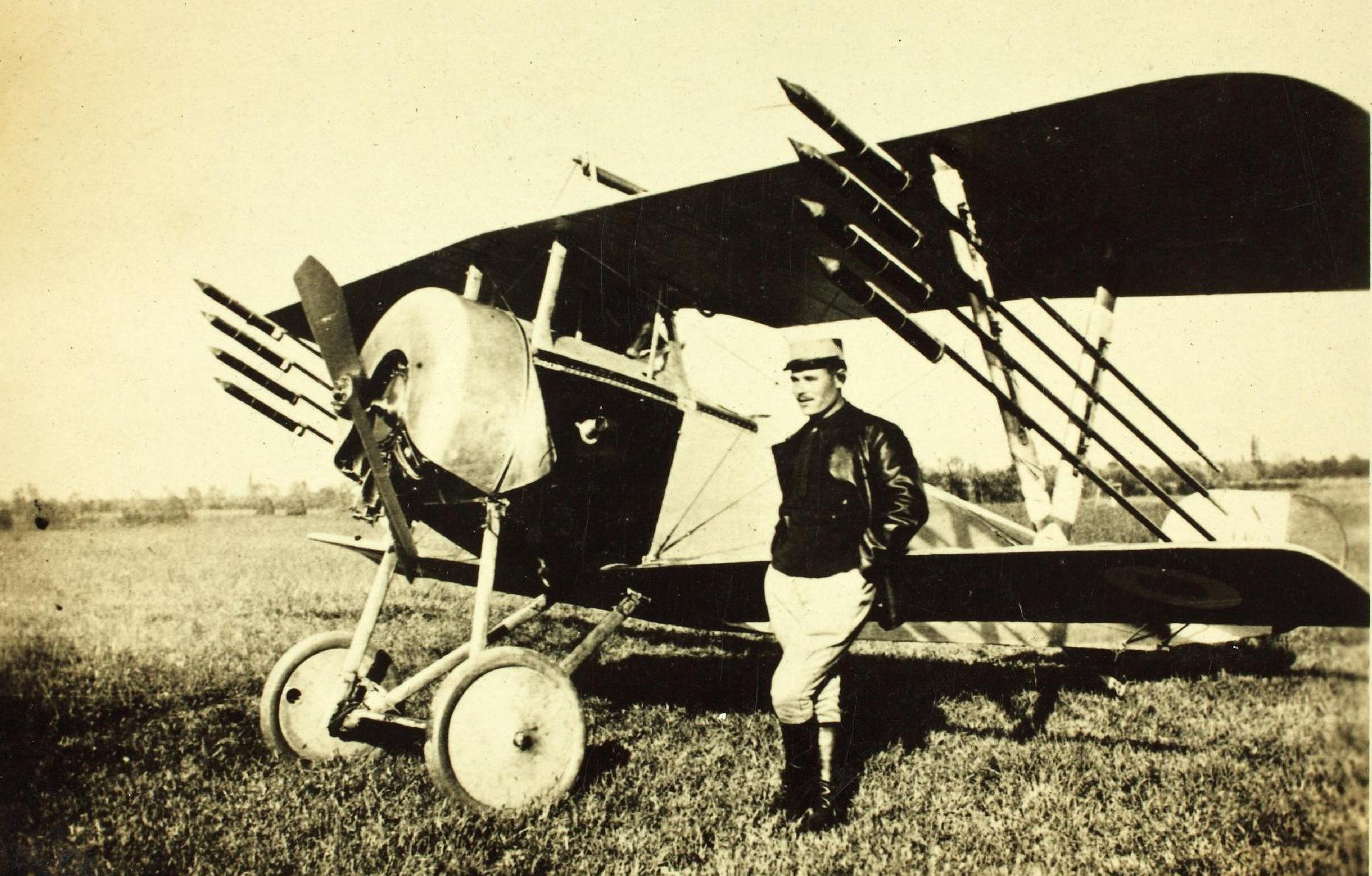
Um Nieuport 11 armado com foguetes Le Prieur e metralhadoras Lewis sobre as asas.

Caça balões ("balloon buster" em inglês), é um termo utilizado para se referir aos pilotos militares conhecidos por destruir balões de observação inimigos. Esses pilotos eram conhecidos por sua coragem, já que os balões eram alvos fixos capazes de receber defesas pesadas, tanto no solo quanto no ar. Setenta e sete ases voadores na Primeira Guerra Mundial foram creditados cada um com a destruição de cinco ou mais balões e, portanto, eram ases de balão.

## Visão geral
Os observadores de balões eram, alvos de grande importância para ambos os lados, especialmente antes de qualquer tipo de ação de infantaria ou ofensiva, de modo que pilotos individuais, voos ou esquadrões inteiros eram freqüentemente ordenados a atacar balões, para destruí-los ou pelo menos interromper suas atividades de observação. Os pilotos de ambos os lados tentaram atacar de uma altura que lhes permitisse disparar sem se aproximarem muito do hidrogênio e se afastar rapidamente. Eles também foram advertidos para não descerem abaixo de 1.000 pés (300 m) para evitar o fogo de metralhadoras antiaéreas ("AA").
Devido à sua importância, os balões geralmente recebiam defesas pesadas na forma de posições de metralhadora no solo, artilharia antiaérea e patrulhas de caça estacionadas no alto. Outras defesas incluíam cercar o balão principal com balões barragem; amarrar cabos no ar nas proximidades dos balões; equipar observadores com metralhadoras; e balões voadores com explosivos que podem ser detonados remotamente do solo. Essas medidas tornaram os balões alvos muito perigosos de se abordar.
Embora balões fossem ocasionalmente abatidos por tiros de armas curtas, geralmente era difícil derrubar um balão com balas sólidas, principalmente nas distâncias e altitude envolvidas. As balas comuns passariam de maneira relativamente inofensiva pela bolsa de gás hidrogênio, apenas furando o tecido. No entanto, acertos no carro de vime poderiam matar o observador.
Um método empregado foi o foguete Le Prieur de combustível sólido inventado pelo tenente francês Yves Le Prieur e usado pela primeira vez em abril de 1916. Os foguetes foram acoplados a cada suporte externo de um caça biplano e disparados através de tubos de aço usando um gatilho elétrico. A imprecisão dos foguetes era tal que os pilotos tinham que voar muito perto de seu alvo antes de disparar.
Só depois que as balas incendiárias especiais Pomeroy e as balas incendiárias Buckingham de ponta chata se tornaram disponíveis na Frente Ocidental em 1917 que qualquer grau consistente de sucesso foi alcançado. Os foguetes Le Prieur foram retirados de serviço em 1918, uma vez que as balas incendiárias se tornaram disponíveis.